# 保田堅心
保田 堅心（やすだ けんしん、2005年3月5日 - ）は、福岡県出身のプロサッカー選手。ベルギー・ファースト・ディビジョンB・ヨング・ヘンク所属。ポジションはミッドフィールダー。

## 来歴
福岡市内の少年サッカークラブを経て中学入学時にサガン鳥栖U-15に入団。中学3年生時にはチーム2度目となるクラブユース選手権優勝に貢献するもU-18チームへの昇格は見送られ、鳥栖U-15卒団後は大分トリニータU-18に入団した。
高校2年生時の2021年8月、トップチームに天皇杯限定で出場選手登録されると、4回戦のザスパクサツ群馬戦で同じくU-18所属の佐藤丈晟、後藤響と共に途中交代からトップチームデビューを果たした。
2022年、開幕前にトップチームに2種登録、6月5日のJ2第20節・FC町田ゼルビア戦にて86分からの途中交代によりリーグ戦初出場を果たした。7月7日、来季からのトップチーム昇格が発表された。8月にはU-19日本代表候補に選出され、トレーニングキャンプに参加。9月1日、AFC U20アジアカップウズベキスタン2023予選に参加するU-19日本代表に選出された。
2024年、8月度のJ2月間ヤングプレーヤー賞を受賞した。
2025年1月8日、ジュピラー・プロ・リーグのKRCヘンクへ半年間の期限付き移籍（買取オプション付き）で加入することが発表された。2部に所属するセカンドチーム、ヨング・ヘンクでプレーすることとなる。

## 所属クラブ
- FC J-WIN
- サガン鳥栖U-15
- 2020年 - 2022年 大分トリニータU-18
  - 2021年8月 - 2022年 大分トリニータ（2種登録選手※2021年は天皇杯のみ登録）
- 2023年 - 大分トリニータ
  - 2025年 - KRCヘンク（期限付き移籍）

## 個人成績
| 国内大会個人成績 | 国内大会個人成績 | 国内大会個人成績 | 国内大会個人成績 | 国内大会個人成績 | 国内大会個人成績 | 国内大会個人成績 | 国内大会個人成績 | 国内大会個人成績 | 国内大会個人成績 | 国内大会個人成績 | 国内大会個人成績 |
| 年度             | クラブ           | 背番号           | リーグ           | リーグ戦         | リーグ戦         | リーグ杯         | リーグ杯         | オープン杯       | オープン杯       | 期間通算         | 期間通算         |
| 年度             | クラブ           | 背番号           | リーグ           | 出場             | 得点             | 出場             | 得点             | 出場             | 得点             | 出場             | 得点             |
| 日本             | 日本             | 日本             | 日本             | リーグ戦         | リーグ戦         | リーグ杯         | リーグ杯         | 天皇杯           | 天皇杯           | 期間通算         | 期間通算         |
| ---------------- | ---------------- | ---------------- | ---------------- | ---------------- | ---------------- | ---------------- | ---------------- | ---------------- | ---------------- | ---------------- | ---------------- |
| 2021             | 大分             | 26               | J1               | -                | -                | -                | -                | 1                | 0                | 1                | 0                |
| 2022             | 大分             | 26               | J2               | 8                | 0                | 2                | 0                | 2                | 0                | 12               | 0                |
| 2023             | 大分             | 26               | J2               | 29               | 2                | -                | -                | 1                | 0                | 30               | 2                |
| 2024             | 大分             | 26               | J2               | 31               | 4                | 1                | 0                | 1                | 1                | 33               | 5                |
| ベルギー         | ベルギー         | ベルギー         | ベルギー         | リーグ戦         | リーグ戦         | リーグ杯         | リーグ杯         | ベルギー杯       | ベルギー杯       | 期間通算         | 期間通算         |
| 2024-25          | ヨング・ゲンク   | 87               | 1B               | 11               | 0                | -                | -                | 0                | 0                | 11               | 0                |
| 通算             | 日本             | 日本             | J1               | 0                | 0                | 0                | 0                | 1                | 0                | 1                | 0                |
| 通算             | 日本             | 日本             | J2               | 68               | 6                | 3                | 0                | 4                | 1                | 75               | 7                |
| 通算             | ベルギー         | ベルギー         | 1B               | 11               | 0                | 0                | 0                | 0                | 0                | 11               | 0                |
| 総通算           | 総通算           | 総通算           | 総通算           | 79               | 6                | 3                | 0                | 5                | 1                | 87               | 7                |

※2021年 - 2022年は2種登録選手として出場
その他公式戦
- 2022年
  - J1参入プレーオフ 1試合0得点

- Jリーグ初出場 - 2022年6月5日 J2 第20節 FC町田ゼルビア戦（昭和電工ドーム大分）
- Jリーグ初得点 - 2023年8月26日 J2 第32節 ベガルタ仙台戦（レゾナックドーム大分）

## タイトル

### クラブ
サガン鳥栖U-15
- 日本クラブユースサッカー選手権(U-15)大会（2019年）
- 九州ユース (U-15)サッカーリーグ（2019年）
- テファーノ・グッゼーラ国際大会（2019年）

### 個人
- J2月間ヤングプレーヤー賞（2024年8月）

## 代表歴
- U-18日本代表
  - スペイン遠征（2023年）
  - IBARAKI Next Generation Cup 2023（2023年）
- U-19日本代表
  - AFC U20アジアカップ予選（2022年）
  - スペイン遠征（2022年）
  - ヨルダン遠征（2024年）
- U-20日本代表
  - AFC U20アジアカップ（2023年）